# ال لوگان
ال لوگان (انگلیسی: Elle Logan؛ زادهٔ ۲۷ دسامبر ۱۹۸۷) قایقران روئینگ اهل ایالات متحده آمریکا است.
وی در مسابقات کشوری و بین‌المللی در مجموع برندهٔ ۶ مدال طلا، ۱ مدال نقره، ۱ مدال برنز شده‌است.